# Demosthenes Amos Chilingutila
Demosthenes Amos Chilingutila (Kamundongo, Bié, 30 de novembre de 1947) és un general i polític angolès. De jove va estudiar electricitat a Luanda. Durant la Guerra Civil angolesa va servir com a cap d'estat major de les Forces Armades d'Alliberament d'Angola, braç militar d'UNITA, des de 1979 fins a gener de 1985, i novament des d'octubre de 1986, on fou conegut com "O Diabo".
Jonas Savimbi, líder d'UNITA, va deposar Chilingutila per a les errades militars d'UNITA com a cap d'operacions en 1985. Alberto Joaquim Vinama va succeir a Chilingutila fins a la seva mort en un accident automobilístic l'octubre de 1986. Chilingutila va recuperar el seu càrrec. Després dels Acords de Bicesse de 1992 es va integrar en les Forces Armades Angoleses i el 1996 fou nomenat viceministre de defensa nacional, càrrec que va ocupar fins 2008.